# Ourapteryx adonidaria
Ourapteryx adonidaria là một loài bướm đêm trong họ Geometridae.